# Фабрика Петерсейму у Кракові
Фабричний комплекс Петерсейму у Кракові — історичний фабричний комплекс, що був на рубежі 19-го та 20-го століть у Кракові, в районі II Гжегужкі між Площею Повстання Варшавського та вул. Жувкєвськєго.
Будівлі фабрики були зведені в 1899 році для потреб Імператорсько-Королівської привілейованої машино-ливарної фабрики Марціна Петерсейму, яка діяла в Кракові з 1860 року і виробляла сільськогосподарські машини. У цей період Гжегужкі (увійшли до Кракова в 1910 році) були одним із найважливіших промислових районів міста  (тут працювали машинобудівний завод Желеневського, гумовий завод "Семперіт", шоколадна фабрика "Сухард"). Перед Першою світовою війною на заводі Петерсейма працювало 200 робітників і він був одним із головних заводів міста.
У 1918 році завод перейшов у власність Фабрики сільськогосподарських машин "Одлев", в якій також мав акції син Марціна Петерсейму, Рудольф. Виробництво сільськогосподарських машин тривало до 1930 року. Вже в 1928 році в корпусах фабрики розпочала виробництво фабрика крему для взуття "Ердал".  Тоді не втілилася в життя ідея розміщення там музею сучасного мистецтва, який згодом був створений як "MOCAK" на місці колишньої фабрики Шиндлера в Заблоці. Житловий проєкт також провалився, і з того часу будівлі були здані в суборенду різним суб'єктам господарювання. У 2015 році новий власник району оголосив про плани адаптувати постіндустріальні будівлі під готель, розкішні магазини чи автосалон.
Комплекс заводських будівель занесено до реєстру пам’яток з 1993 року  (з неправильним записом «комплекс заводу Петерсейму»). Вхід охоплює: два заводських цехи, комплекс цехів з котельнею, адмінбудівлю та огорожу. У записі час будівництва об’єктів вказано як 1889—1905 роки.

## Виноски
1. 1 2 3  Реєстр пам'яток
2. 1 2 3  Encyklopedia Krakowa. Kraków: Wydawnictwo Naukowe PWN, 2000, s. 1135. ISBN 83-01-13325-2.
3. ↑  Tajemnicza uliczka na Grzegórzkach - ulica Żółkiewskiego (пол.). Radio Kraków. 3 листопада 2014. Процитовано 27 листопада 2015.
4. ↑  Anna Agaciak (9 листопада 2007). Ważą się losy zabytkowej fabryki Peterseima przy ul. Żółkiewskiego (пол.). krakow.naszemiasto.pl. Архів оригіналу за 10 березня 2016. Процитовано 27 листопада 2015.
5. ↑  Andrzej Banaś (31 липня 2009). Co z fabryką Peterseima? Zabytkowy budynek niszczeje (пол.). krakow.naszemiasto.pl. Архів оригіналу за 14 березня 2016. Процитовано 27 листопада 2015.
6. ↑  Co powstanie w dawnej fabryce przy Rondzie Grzegórzeckim (пол.). Wyborcza.pl. 26 серпня 2015. Процитовано 27 листопада 2015.
7. ↑  Zestawienie zabytków nieruchomych województwa małopolskiego (PDF) (пол.). Narodowy Instytut Dziedzictwa. 30 września 2013. Процитовано 27 листопада 2015.